# Menadion
Menadion gehört zur Gruppe der K-Vitamine und wird auch als Vitamin K3 bezeichnet.

## Gewinnung und Darstellung
Menadion wird durch Oxidation von 2-Methylnaphthalin mit Chromsäure oder Salpetersäure dargestellt.

## Eigenschaften
Menadion ist unempfindlich gegenüber Sauerstoff. Zersetzung erfolgt durch Licht, Alkalien, starke Säuren sowie reduzierenden Substanzen.

## Verwendung
Menadion wurde früher vorübergehend in wasserlöslicher Form als K3-Natriumhydrogen-Sulfit oder -Diphosphat klinisch angewandt. Vitamin K3 reizt in fester Form die Atemwege und die Haut. Wegen toxischer Wirkungen wird der Einsatz vermieden und anstelle dessen das natürlich vorkommende Phyllochinon gegeben. Für den menschlichen Verzehr ist Menadion verboten, als Haustierfutter ist es jedoch nach wie vor erlaubt. Entgegen früheren Annahmen und im Gegensatz zu den natürlich vorkommenden K-Vitaminen zeigte sich Vitamin K3 im Tierversuch (Kälber, welche mit Cumarin-haltigem Steinklee gefüttert wurden) als wirkungslos bezüglich der Wiederherstellung der Blutgerinnungsfähigkeit.